# ライムント・フォン・シュティルフリート

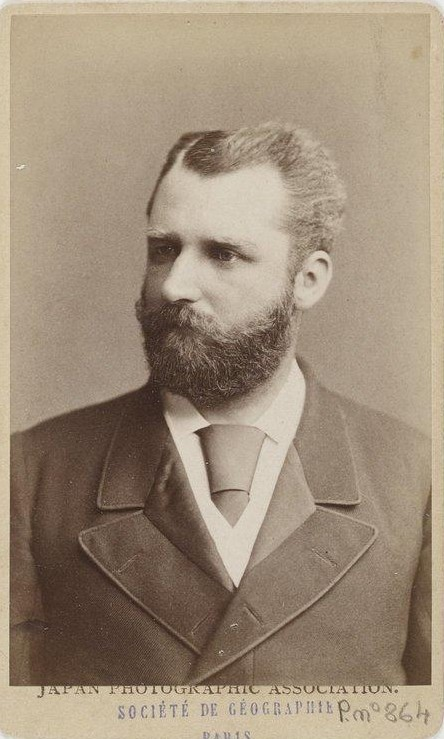
肖像

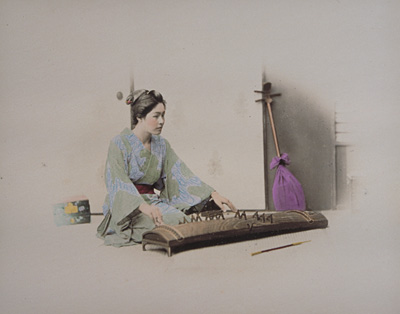
ライムント・フォン・シュティルフリート撮影による「琴を奏でる女性」

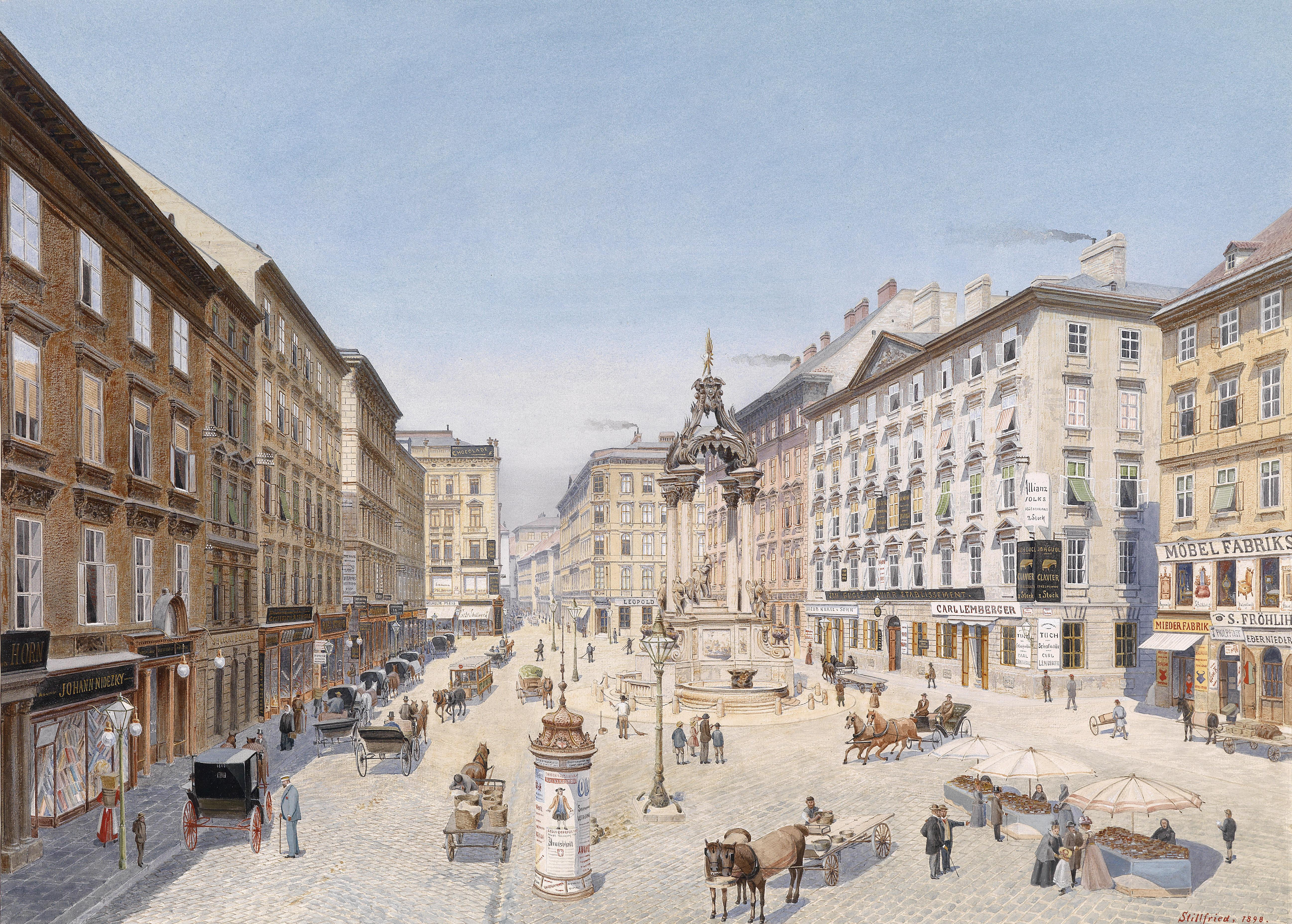
画家としての作品：ウィーンのホーヘ・マーケット（1898年）

ライムント・フォン・シュティルフリート男爵（独: Raimund Freiherr von Stillfried または 独: Raimund Freiherr von Stillfried-Rathenitz, 1839年8月6日 - 1911年8月12日）は、オーストリアの写真家。スチルフリート、スチルフリードとも。

## 経歴
父はアウグスト・ヴィルヘルム・フレイヘア・シュティルフリート・フォン・ラテニッツ、母はマリア・アンナ・ヨハンナ・テレジア・ヴァルブルグ・グラフィン・クラム=マルティニッツ。曾祖父にはフランス革命初期に反革命陰謀を企てたトマ・ド・マイ・ド・ファヴラ侯爵が、玄祖父にはアンハルト＝ベルンブルク＝シャウムブルク＝ホイム侯カール・ルートヴィヒがいる。
職業軍人であった父の意向で若くして軍に入ったが、反発して18歳のときに家を飛び出し、世界中を放浪した。この間アメリカで写真術を学ぶ。1860年代の初頭から中ごろにかけ、貿易の仕事で少なくとも2度日本を訪問している。1869年、オーストリアの通商使節と共に再来日、そのまま横浜に居を構えた。横浜でフェリーチェ・ベアトに本格的に写真術を学んだ後、1871年シュティルフリート商事（Stillfried & Co.）という写真スタジオを設立。1875年にはヘルマン・アンデルセンとの共同経営となりシュティルフリート・アンド・アンデルセンと名称変更した。
写真家としては皇族の肖像写真を撮り、大蔵省に偽札予防のため写真製版を勧めた。それまで公式に肖像の撮影を許さなかった明治天皇の盗撮事件（1872年）を起こしたり、同年秋（1872年9月）には田本研造の後を受けて開拓使に雇用されると北海道の撮影旅行を行ったりした（写真は#外部リンク参照）。
また日本文化やポーズをつけさせた女性を撮影し、1873年のウィーン万国博覧会や1876年のフィラデルフィア万国博覧会にも作品を出展、国際的にも名前が知られるようになった。1870年代後半に、シュティルフリートはダルマチア、ボスニア、ギリシャへの撮影旅行に出かけ、日本に戻った。
特徴は彩色写真で、日本の職人に蒔絵や螺鈿細工などを表紙に施させ、豪華なアルバムに仕立てて、主に外国人向けに販売した。着色技師の一人に、後に写真家として名をなす日下部金兵衛がいた。他にも多くの日本人写真家を育てた。
1877年、シュティルフリート・アンド・アンデルセンはベアトの資産を受け継いだ。1884年に資産の多くを弟子の日下部に売却し、日本を離れるとアジアを転々としながらオーストリアへ帰国した。帰国後は皇帝付の宮廷画家となり、画家としての作品は2009年、日本・オーストリアとの修交140年記念「ウィーン世紀末展」に出展する「ザンクト・シュテファン大聖堂」が来日している。
なお、同社は1885年まで営業を続けていた。

## 礼法学とシュティルフリート
明治政府の外交資料〈長崎省吾関係文書〉には外国宮廷編としてベルリンのスチルフリード侯爵〈ママ〉名でドイツ皇帝ウィルヘルム1世葬送関係他の資料が収蔵された中に、日本語で墨書され、前書きに礼法学の教科書として作成したと示した1編がある。1877年当時、ドイツ皇帝は80代後半と高齢であり、筆者はプロイセンで1862年7月に拝謁した日本公使団の様子のほか、プロイセン宮廷の礼典に関して略図入りで解説した。